# 久徳氏
久徳氏（きゅうとくし）は、日本の武家のひとつ。多賀氏から出た氏族。

## 解説
久徳氏は､中原氏流長野氏の支流である多賀氏の分かれという。多賀兵庫助高信の子二郎定高が久徳氏の祖となっている。定高の甥にあたる高忠は京極氏の重臣として京都所司代に任じ、応仁の乱に活躍した多賀豊後守である。定高は、京極氏に仕え､諸処の合戦における戦功により久徳の地に久徳城を築き､久徳氏を称した。
久徳城は現在の滋賀県犬上郡多賀町久徳にあり、ここは浅井氏と六角氏の係争の地であった。久徳一族は六角氏の庇護を受けたが､浅井氏の攻撃を受け、久徳城は一度落城する。永禄11年(1568)織田信長の上洛に抵抗して六角氏が没落すると織田氏に属するようになった。元亀元年(1570)浅井長政が織田信長と対立するようになり､姉川の合戦が起ると織田方として浅井勢と戦い､当主久徳宗重は信長から三千石の黒印状を賜り､久徳氏は久徳城に復帰した。翌元亀2年には､浅井氏の命を受けた高宮三河守の攻撃を撃退している。
浅井氏が滅亡後は豊臣氏に仕えたが､関ヶ原の戦いに際して西軍に加担したことから､所領を没収される。その後久徳家は帰納する者、他家に仕える者などに分かれた。
久徳城の搦手側（北）、住宅の中に久徳氏代々の墓石が建てられている。この地は久徳氏の菩提所赤田山霊山寺のあった場所で、幾つかの墓石があるが、中央の高さ2mほどの墓石がそれだという。